# Standstill
Standstill és un grup de música post hardcore, punk i underground nascut a Barcelona l'any 1997.

## Història

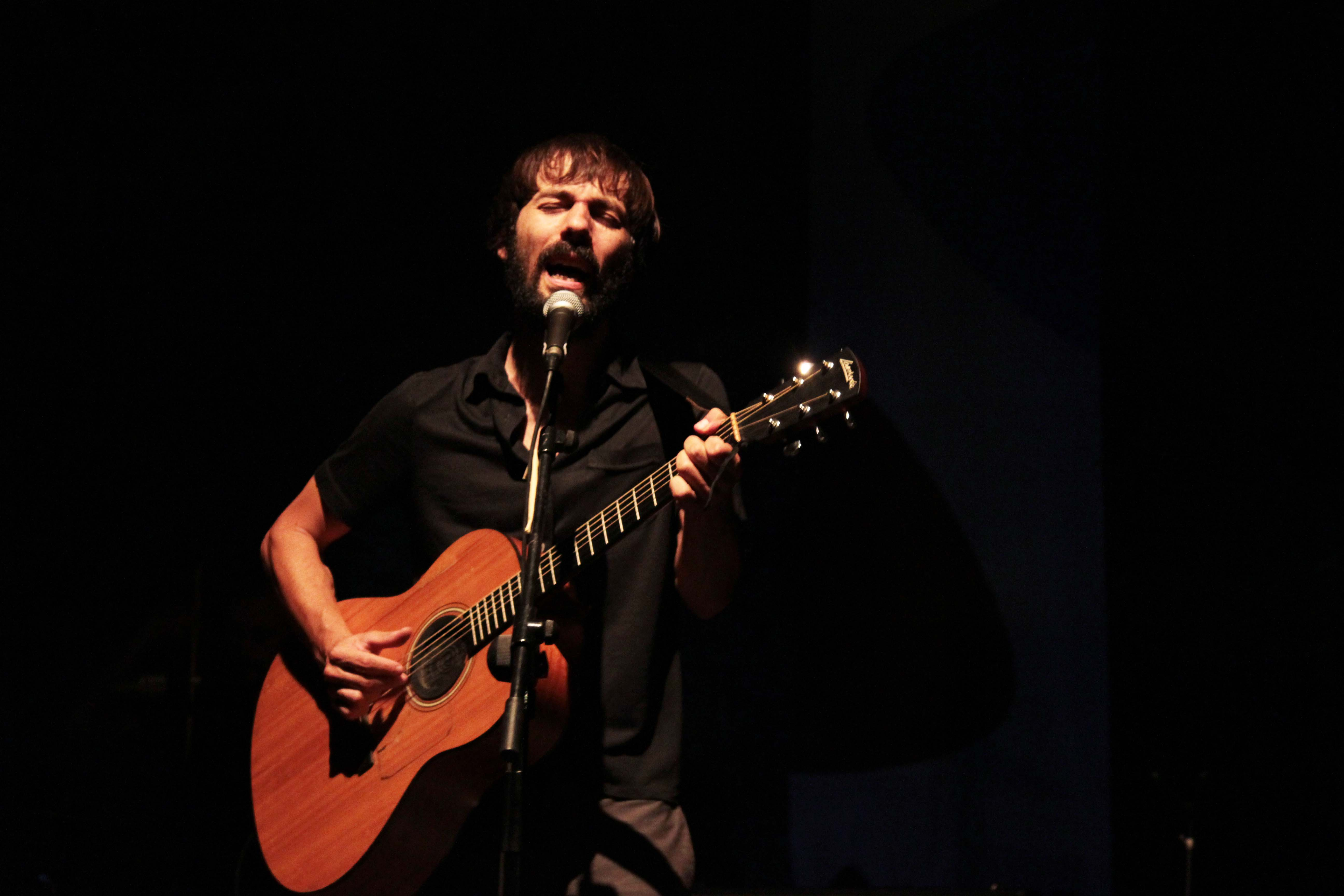
Enric Montefusco a Ecopop

Els seus dos primers àlbums The Ionic Spell (2001) i Memories Collector (2002), en anglès, van aconseguir un reconeixement notable dintre del panorama hardcore espanyol i europeu. En paral·lel van començar a relacionar-se amb l'escena teatral alternativa de Barcelona i Madrid, explorant les seves possibilitats expressives i arribant a realitzar els seus propis espectacles multidisciplinaris. Després d'uns quants anys de carretera i experimentació, van editar Standstill (2004), cantat en castellà i amb el qual van mostrar el pes que depositen en les lletres d'Enric Montefusco, el seu membre fundador.
L'any 2006, després de deixar el segell BCore, es van llençar a l'autoedició amb el seu propi segell Buena Suerte i, amb una nova formació, van publicar Vivalaguerra, un disc molt aplaudit per la crítica i avalat amb el suport d'una nova generació de joves seguidors de la música independent a Espanya.
El 2010 van editar Adelante, Bonaparte, un triple LP amb el qual van tornar a fer un sorprenent salt cap endavant. Amb aquest disc ambiciós i l'espectacle escènic que l'acompanya “Room”, que també es va poder gaudir a l'Altaveu, es van deslligar de qualsevol estètica concreta i es van definir com una banda que no només investiga i es reinventa a cada pas, sinó que deixa rastre de cada etapa personal per la qual transita.
El 2012 Standstill es va llençar a editar Dentro de la luz amb l'ajut del micromecenantge. El disc es presenta amb l'espectacle multimedial “Cénit”: de vocació espectacular i, fins i tot catàrtica, ens transportaran a un món oníric, ple de percussions, veus i imaginari espiritual.
El 5 de maig de 2015, el grup va anunciar que farien una aturada indefinida a la seva pàgina web oficial.

## Discografia
- The Tide (D.I.Y-Heart in hand, 1998).
- The Ionic Spell (BCore, 2001).
- Memories Collector (BCore, 2002).
- The Latest Kiss (BCore, 2003.
- Standstill (BCore, 2004).
- Vivalaguerra (Buena Suerte / Intolerancia, 2006)
- Adelante Bonaparte (Buena Suerte 2010)
- Dentro de la luz (Buena Suerte 2013)

## Projectes escènics
- A veces me siento tan cansado que hago estas cosas (dir. Rodrigo García, 2001)
- Agamenón (dir. Rodrigo García, 2003)
- Desencuentros: Con miedo pero con hambre (dir. Enric Montefusco, 2004)
- 1,2,3 (dir. Enric Montefusco, 2006)
- Rooom (dir. Enric Montefusco, 2010)
- Cénit (por primera vez destinado a festivales, 2013)

## Projectes audiovisuals
- Memories Collector (curtmetratge, 2002)
- 10 años y una zanahoria (documental, 2006)
- 1,2,3... Standstill (documental, 2008)